# Verein für demokratische Monarchie

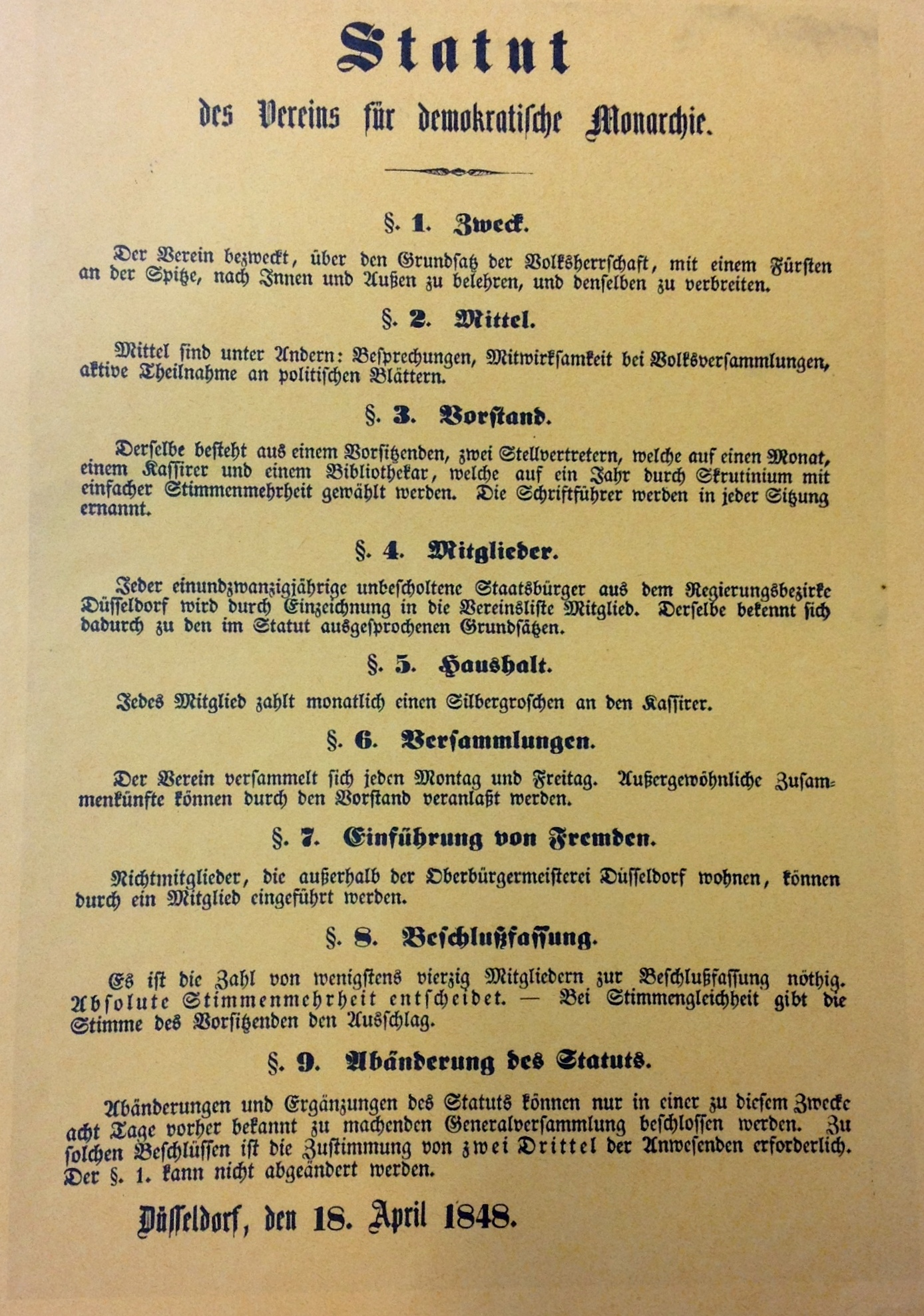
Statut des Vereins für demokratische Monarchie vom 18. April 1848

Der Verein für demokratische Monarchie war als politischer Verein die Vorform einer politischen Partei der demokratischen Bewegung während der Deutschen Revolution 1848/1849. Er wurde vom Kaufmann Lorenz Cantador und vom Advokaten Hugo Wesendonck im April 1848 in Düsseldorf für das Gebiet des  Regierungsbezirks Düsseldorf gegründet und zielte auf die Verwirklichung der Idee der Volkssouveränität in Gestalt einer konstitutionellen Monarchie im Königreich Preußen und im Deutschen Bund sowie auf die deutsche Einheit im Sinne der großdeutschen Lösung.

## Geschichte
Als nach der Februarrevolution 1848 auch in Preußen die Märzrevolution ausgebrochen war und die „Märzforderungen“ der Revolutionäre ein preußisches Wahlgesetz für die Wahl einer Preußischen Nationalversammlung sowie ein Bundeswahlgesetz zur Wahl einer Frankfurter Nationalversammlung ermöglichten, wurde in Düsseldorf, dem Parlamentssitz der preußischen Rheinprovinz, der Verein für demokratische Monarchie gegründet. Am 18. April 1848 gab sich der Verein ein Statut, wonach es der Vereinszweck war, „über den Grundsatz der Volksherrschaft, mit einem Fürsten an der Spitze, nach Innen und Außen zu belehren“. Unter dem Vorsitz von Hugo Wesendonck konnte der im liberalen rheinischen Bürgertum verankerte Verein fast 2000 Mitglieder gewinnen. Neben Cantador und Wesendonck gehörten Joseph Euler, Anton Bloem, Moritz Geisenheimer, Eduard Hölterhoff, Moritz Seelig und der Regierungsrat Carl Quentin zu seiner Führungsriege. Um die Gunst der Wähler konkurrierte der Verein vor allem mit dem ebenfalls im Frühjahr 1848 in Düsseldorf gegründeten Volksklub, der unter der Führung des Notariatskandidaten Julius Wulff eine republikanische Staatsform und unter dem Schlagwort „sociale Demokratie“ Verbesserungen für die besitzlosen Stände anstrebte. Bei den Urwahlen Anfang Mai 1848 siegte der Verein, und Hugo Wesendonck wurde als Düsseldorfer Abgeordneter in die Frankfurter Nationalversammlung entsandt. In die Preußische Nationalversammlung wurden die Vereinsmitglieder Joseph Euler und Anton Bloem gewählt.
Tagungsort des Vereins war das Wirtshaus Plenke in der Düsseldorfer Bolkerstraße, in dessen Hinterhaus 1797 Heinrich Heine geboren worden war. Heute ist das Gebäude als Heine-Haus genutzt.

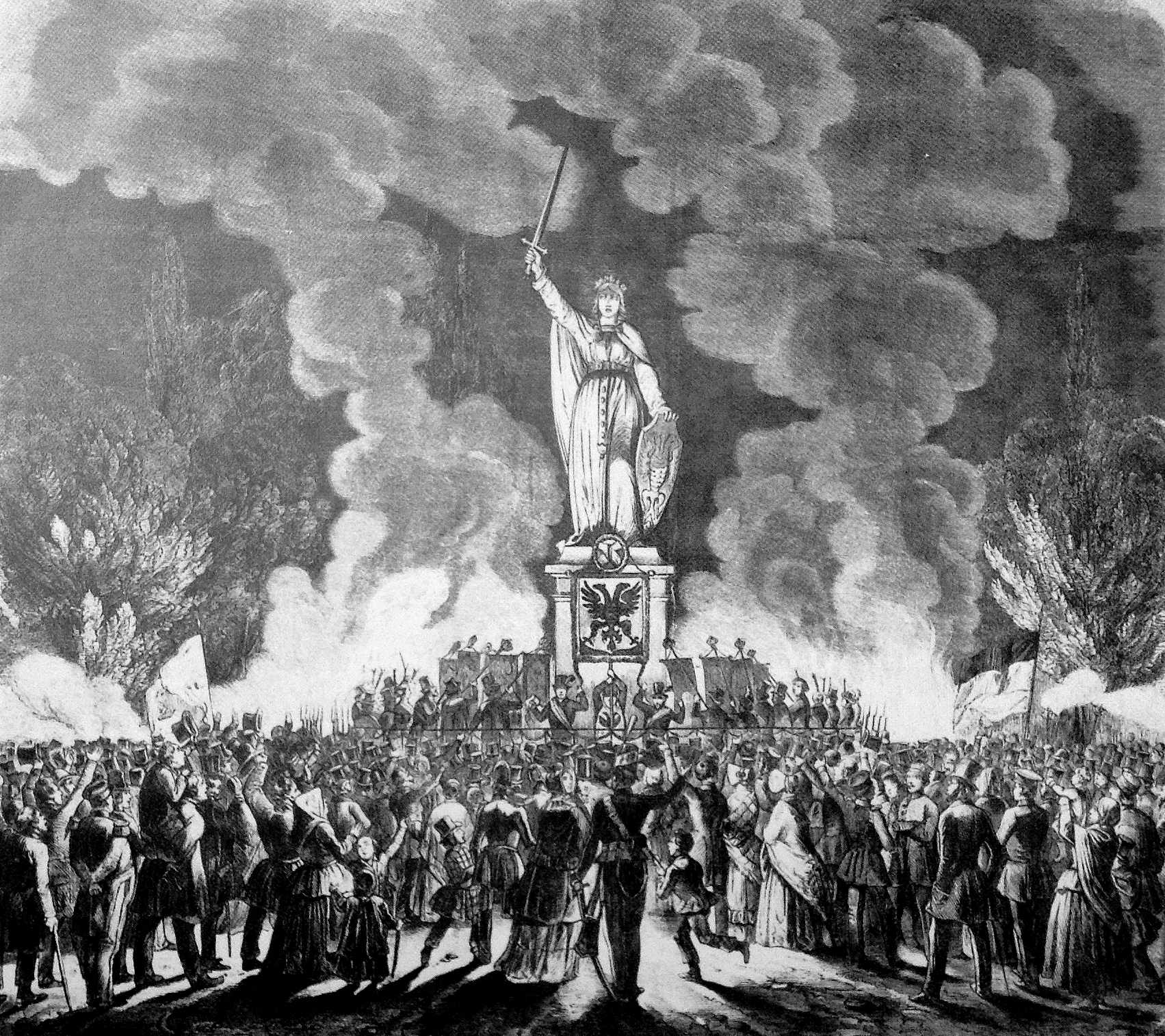
Zeitgenössische Abbildung des Festes des deutschen Einheit am 6. August 1848 auf dem Friedrichsplatz in Düsseldorf

Zwecks Umsetzung des „Huldigungserlasses“ des Reichskriegsministers Eduard von Peucker und zur Feier der Einrichtung einer Provisorischen Zentralgewalt unter Johann von Österreich als Reichsverweser veranstaltete der Verein am 6. August 1848 auf dem Düsseldorfer Friedrichsplatz das „Fest der deutschen Einheit“. Nach Reden von Lorenz Cantador, dem Chef der Düsseldorfer Bürgerwehr, und Wilhelm Dietze, dem Mitglied des Frankfurter Vorparlaments und Oberbürgermeister von Düsseldorf, wurde unter den Klängen des Liedes Des Deutschen Vaterland eine von Karl Ferdinand Sohn entworfene und Dietrich Meinardus ausgeführte Germania-Statue festlich illuminiert.